# Augiades
Augiades é um gênero de borboletas que pertence à subfamília Eudaminae, em que está presente na tribo Entheini.
Augiades possui duas espécies, Augiades crinisus e Augiades epimethea.